# 齊布列韋
48°48′52″N 32°29′16″E / 48.81444°N 32.48778°E

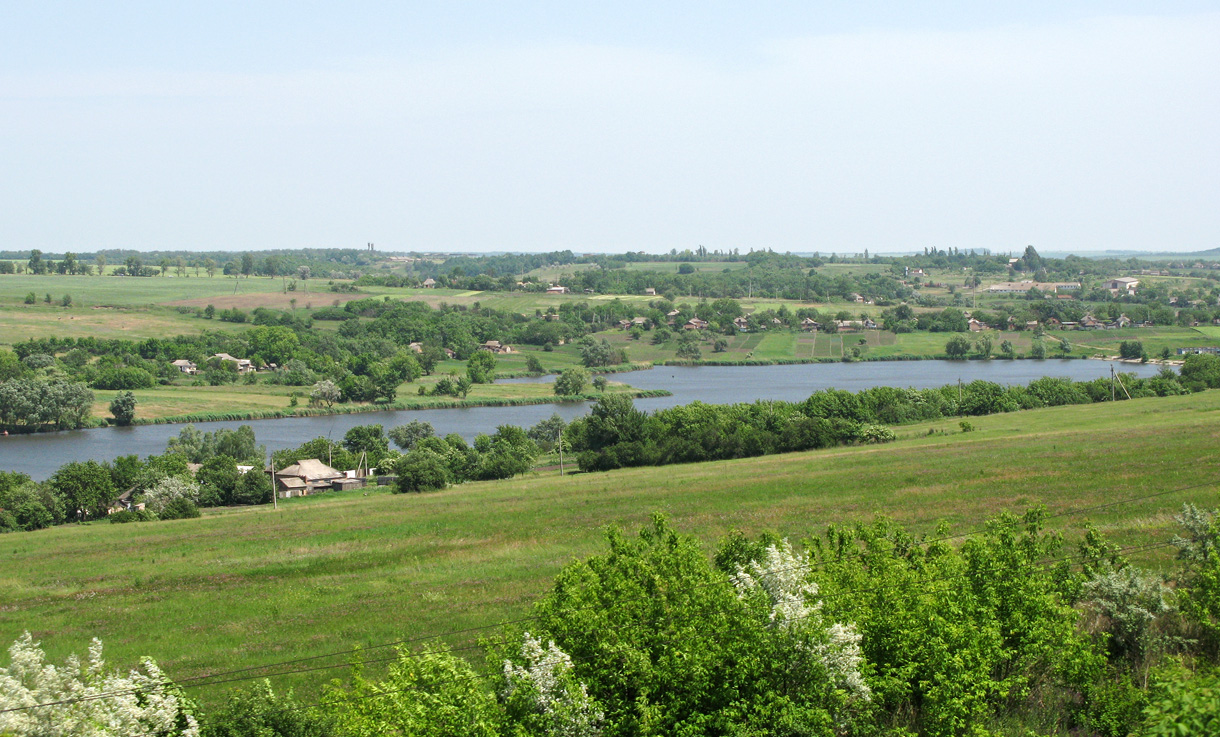

齊布列韋（烏克蘭語：Цибулеве），是烏克蘭中部的村莊，隸屬基洛夫格勒州的克羅皮夫尼茨基區。該村面積7.18平方公里，海拔高度146米，2001年人口1,797，人口密度每平方公里250.3人。